# Kanton Argentat-sur-Dordogne
Der Kanton Argentat-sur-Dordogne (früher Argentat) ist seit 1790 ein französischer Kanton im Département Corrèze und in der Region Nouvelle-Aquitaine. Er umfasst 30 Gemeinden in den Arrondissements Brive-la-Gaillarde und Tulle und hat seinen Hauptort (frz.: bureau centralisateur) in Argentat. Im Rahmen der landesweiten Neuordnung der französischen Kantone wurde er im Frühjahr 2015 erheblich erweitert.

## Gemeinden
Der Kanton besteht aus 30 Gemeinden mit insgesamt 11.602 Einwohnern (Stand: 1. Januar 2022) auf einer Gesamtfläche von 649,71 km²:
| Gemeinde                        | Einwohner 1. Januar 2022 | Fläche km² | Dichte Einw./km² | Code INSEE | Postleitzahl | Arrondissement     |
| ------------------------------- | ------------------------ | ---------- | ---------------- | ---------- | ------------ | ------------------ |
| Albussac                        | 730                      | 36,26      | 20               | 19004      | 19380        | Tulle              |
| Altillac                        | 827                      | 25,23      | 33               | 19007      | 19120        | Brive-la-Gaillarde |
| Argentat-sur-Dordogne           | 2.857                    | 29,57      | 97               | 19010      | 19400        | Tulle              |
| Auriac                          | 219                      | 34,89      | 6                | 19014      | 19220        | Tulle              |
| Bassignac-le-Bas                | 82                       | 12,29      | 7                | 19017      | 19430        | Tulle              |
| Bassignac-le-Haut               | 152                      | 18,37      | 8                | 19018      | 19220        | Tulle              |
| Camps-Saint-Mathurin-Léobazel   | 208                      | 34,08      | 6                | 19034      | 19430        | Tulle              |
| Darazac                         | 144                      | 14,55      | 10               | 19069      | 19220        | Tulle              |
| Forgès                          | 258                      | 10,43      | 25               | 19084      | 19380        | Tulle              |
| Goulles                         | 327                      | 33,40      | 10               | 19086      | 19430        | Tulle              |
| Hautefage                       | 316                      | 24,06      | 13               | 19091      | 19400        | Tulle              |
| La Chapelle-Saint-Géraud        | 196                      | 17,59      | 11               | 19045      | 19430        | Tulle              |
| Mercœur                         | 232                      | 29,94      | 8                | 19133      | 19430        | Tulle              |
| Monceaux-sur-Dordogne           | 630                      | 36,93      | 17               | 19140      | 19400        | Tulle              |
| Neuville                        | 203                      | 14,29      | 14               | 19149      | 19380        | Tulle              |
| Reygade                         | 181                      | 13,94      | 13               | 19171      | 19430        | Tulle              |
| Rilhac-Xaintrie                 | 306                      | 25,31      | 12               | 19173      | 19220        | Tulle              |
| Saint-Bonnet-Elvert             | 226                      | 18,37      | 12               | 19186      | 19380        | Tulle              |
| Saint-Bonnet-les-Tours-de-Merle | 40                       | 5,94       | 7                | 19189      | 19430        | Tulle              |
| Saint-Chamant                   | 480                      | 14,05      | 34               | 19192      | 19380        | Tulle              |
| Saint-Cirgues-la-Loutre         | 179                      | 18,41      | 10               | 19193      | 19220        | Tulle              |
| Saint-Geniez-ô-Merle            | 91                       | 15,83      | 6                | 19205      | 19220        | Tulle              |
| Saint-Hilaire-Taurieux          | 95                       | 8,61       | 11               | 19212      | 19400        | Tulle              |
| Saint-Julien-aux-Bois           | 435                      | 44,09      | 10               | 19214      | 19220        | Tulle              |
| Saint-Julien-le-Pèlerin         | 116                      | 15,40      | 8                | 19215      | 19430        | Tulle              |
| Saint-Martial-Entraygues        | 105                      | 7,39       | 14               | 19221      | 19400        | Tulle              |
| Saint-Privat                    | 1.038                    | 32,85      | 32               | 19237      | 19220        | Tulle              |
| Saint-Sylvain                   | 132                      | 7,49       | 18               | 19245      | 19380        | Tulle              |
| Servières-le-Château            | 568                      | 24,24      | 23               | 19258      | 19220        | Tulle              |
| Sexcles                         | 229                      | 25,91      | 9                | 19259      | 19430        | Tulle              |
| Kanton Argentat-sur-Dordogne    | 11.602                   | 649,71     | 18               | 1902       | –            | –                  |

Bis zur landesweiten Neuordnung der französischen Kantone im März 2015 gehörten zum Kanton Argentat die elf Gemeinden Albussac, Argentat, Forgès, Monceaux-sur-Dordogne, Ménoire, Neuville, Saint-Bonnet-Elvert, Saint-Chamant, Saint-Hilaire-Taurieux, Saint-Martial-Entraygues und Saint-Sylvain. Sein Zuschnitt entsprach einer Fläche von 182,66 km2. Er besaß vor 2015 einen anderen INSEE-Code als heute, nämlich 1901.
Der Kanton hat gemäß dem Dekret vom 5. März 2020 seinen Namen geändert.

## Veränderungen im Gemeindebestand seit der landesweiten Neuordnung der Kantone
2017: Fusion Argentat und Saint-Bazile-de-la-Roche (Kanton Sainte-Fortunade) → Argentat-sur-Dordogne

## Politik
| Vertreter im Departementrat | Vertreter im Departementrat        | Vertreter im Departementrat |
| Amtszeit                    | Namen                              | Partei                      |
| --------------------------- | ---------------------------------- | --------------------------- |
| 2015–                       | Laurence Dumas Jean-Claude Leygnac | UD                          |